# Ujjnyom
Az emberek ujjainak tenyér felőli oldalán, teljes tenyerén és talpán a dermális papillák által a bőrfelszínen képzett bőrfodorszálakból álló bőrlécrendszer rajza az ujjnyom, vagy közismert néven ujjlenyomat. Az ujjnyomokkal foglalkozó kriminalisztikai szakterület a daktiloszkópia, az antropológiai szakterület pedig a dermatoglífia.

Ujjnyom

## A szakszerű elnevezések
Az ujjnyom a bőrlécrendszer által hátrahagyott nyom a felületeken.
Az ujjnyomat az, ami magán az ujjon található rajzolat, illetve a szándékosan beszkennelt vagy festékkel felvett minta.
Az „ujjlenyomat” kifejezés általában szakszerűtlen, jóllehet a sajtóban, médiában, szórakoztató műsorokban általában így hívják.
A „daktiloszkópiai nyomtöredék” a kriminalisztikai szakkifejezés, ami magában foglalja az ujjakon kívül a tenyerek és meztelen talpak nyomát, és „töredék”, mert a gyakorlatban szinte soha nem a teljes nyom képződik le, csak részletei.

## Az ujjnyomok típusai
Többféle csoportosítás képzelhető el, ezek szerint beszélhetünk 3, 9, de akár 39 fajta ujjnyomról is.
A legegyszerűbb felosztás szerint beszélhetünk íves, hurkos és összetett ujjnyomokról. Jan Evangelista Purkyně egészen bonyolult, 39 fajtát megkülönböztető tipológiát dolgozott ki. 
A legelterjedtebb felosztás a Galton–Henry-rendszeren alapul. Ezt Francis Galton dolgozta ki, és az Edward Henry által kifejlesztett nyilvántartás alapját képezi.
A Galton–Henry-osztályok a következők. Egyszerű fajták: ív, tornyos ív, orsós hurok, singes hurok. Összetett fajták: örvényes, oldaltömlős, középtömlős, ikerhurkos, kivételes.

## Az egyszerű ujjnyomfajták
Íves: a fodorszálak egymással párhuzamosan futnak az egyik körömszéltől a másik körömszélig. 
Tornyos íves: a fodorszálak körömszélektől befelé haladva az ujj közepén felfelé térnek ki. Ugyancsak tornyos ív a két egymással szemben álló hurok, az ujjnyom közepén egyetlen deltával.
Hurok: a fodorszálak az egyik körömszéltől elindulnak, az ujjnyom közepénél visszafordulnak és hurkot képeznek. Az ujjnyom egyik oldalán van a hurok szája, a másik oldalon alul egyetlen delta. Az orsós hurok az, aminek a szája a hüvelykujj (orsócsont) felé áll, a delta pedig a kisujj felőli oldalon van. A singe hurok ennek fordítottja, amikor a hurok szája a kisujj (singcsont) felé áll, a delta pedig a hüvelykujj felőli oldalon van. A hurok orsós-singe jellegéhez tehát tudni kell, hogy az ujjnyomot bal vagy jobb kéz hagyta.

## Az összetett ujjnyomfajták
Örvényes: a fodorszálak koncentrikus körökként futnak az ujjnyom közepén, alul a két szélen egy-egy deltával. A körök lehetnek többé-kevésbé a középpontból kiinduló spirálok (spirálörvény), vagy enyhén ovális koncentrikus körök (oválörvény) is.
Középtömlős: a középtömlős olyan hurok (lásd ott!), aminek a belsejében egy apró örvény (lásd ott!) helyezkedik el. A hurkon kívül egy delta található, a hurok belsejében az örvénynek legfeljebb egy deltája van, de nem mindig.
Ikerhurkos: az ikerhurokban két, egymással szemből induló hurok (lásd ott!) helyezkedik el. Mindegyik huroknak megvan a saját deltája.
Oldaltömlős: az oldaltömlősben két azonos oldalról induló hurok (lásd ott!) helyezkedik el. Mindkét huroknak megvan a saját deltája.
Kivételes: a kivételes fajták az eddigiek kombinációi. Azaz: tornyos ívre hajló hurok, tornyos ívre hajló két hurok, örvényre hajló hurok, örvényre hajló két hurok. Ezeknek egy, kettő, három vagy akár négy deltája is lehet.

## A tenyérnyomok sajátosságai
A tenyéren való tájékozódás a három fő hajlítóredő alapján történik. Ezek: az ujjak alatt az ujjakra merőlegesen lefutó disztális hajlítóredő, az ezzel párhuzamos, ujjaktól távolabb, csuklóhoz közelebb futó proximális hajlítóredő, és a tenyéralap közepétől ívesen a hüvelykujj és mutatóujj közti területen tenyérszélig kifutó radiális hajlítóredő.
A tenyér felosztható alapvetően három területre: interdigitális, tenár és hipotenár. Az interdigitális terület az ujjak tövétől a disztális hajlítóredőig tart. A tenár terület a radiális hajlítóredőtől a hüvelykujj felé eső terület. A fennmaradó rész a hipotenár. A bonyolultabb felosztás külön területnek veszi a tenyérközepet, illetve négy részterületre osztja az interdigitális területet: egyes interdigitális a hüvelykujj és mutatóujj közti terület, kettes interdigitális a mutató- és középső ujj töve közti terület stb.
Valamennyi tenyéri területen előfordulhatnak hurkok és örvények.

## A talpnyomok sajátosságai
A talpon való tájékozódás a tenyérhez hasonlóan történik. Tenár az öregujj alatti terület, a talp belső fele a sarokig. A boltozatos részt proximális tenárnak, az öregujj alatti nagy párnát disztális tenárnak hívják. A sarok a kalcáris terület. Az ujjak közti négy interdigitális terület alatt a kislábujj felőli talpfél a hipotenár, ami szintén disztális (saroktól távolabbi) és proximális (sarokhoz közelebbi) félre osztható.
A talpon is előfordulhat hurok vagy örvény. A lábujjakon is előfordulhat valamennyi olyan minta, ami a kéz ujjain; a különbség, hogy az orsós és singes hurkot a lábszár csontjainak megfelelően tíbiális és fibuláris huroknak hívják.